# Elterlein
Elterlein est une ville de Saxe (Allemagne), située dans l'arrondissement des Monts-Métallifères, dans le district de Chemnitz.

## Quartiers
La ville d'Elterlein est constituée de trois quartiers qui étaient anciennement des communes autonomes. Elterlein a fusionné avec la commune de Schwarzbach en 1996 et avec Hermannsdorf en 1999.

## Jumelage
- Belm (Allemagne) depuis 2004
- Remshalden (Allemagne) depuis 2003